# Richard von Conta
Richard Heinrich Karl von Conta (Tuchel, 24. studenog 1856. -  Frankfurt na Odri, 20. siječnja 1941.) je bio njemački general i vojni zapovjednik. Tijekom Prvog svjetskog rata zapovijedao je s 1. pješačkom divizijom i IV. pričuvnim korpusom na Zapadnom i Istočnom bojištu.

## Vojna karijera
Richard von Conta rođen je 24. studenog 1856. u Tuchelu (danas Tuchola u Poljskoj). Conta je u prusku vojsku stupio 1874. nakon čega je služio u raznim vojnim jedinicama uspinjući se u vojnoj hijerarhiji. U siječnju 1914. Conta je promaknut u general poručnika, te dobiva zapovjedništvo nad 1. pješačkom divizijom smještenom u Königsbergu na čijem čelu dočekuje i početak Prvog svjetskog rata.  

## Prvi svjetski rat
Na početku Prvog svjetskog rata 1. pješačka divizija nalazila se u sastavu I. korpusa kojim je zapovijedao Hermann von Francois. Prvi korpus kao i 1. pješačka divizija nalazio se u sastavu 8. armije kojom je zapovijedao Maximilian von Prittwitz, a koja se jedina od svih njemačkih armija nalazila na Istočnom bojištu. Zapovijedajući navedenom divizijom Conta je sudjelovao u uvodnim bitkama na Istočnom bojištu i to u Bitci kod Stallupönena, kao i u Bitci kod Gumbinnena. Conta s 1. pješačkom divizijom sudjeluje i u velikoj njemačkoj pobjedi u Bitci kod Tannenberga, te u Prvoj bitci na Mazurskim jezerima.
U studenom 1914. Conta je s 1. pješačkom divizijom premješten u sastav novoformirane 9. armije kojom je zapovijedao August von Mackensen, te Conta sudjeluje u Bitci kod Lodza. Nakon toga 1. divizija je ušla u sastav novoformirane Južne armije, te Conta s 1. divizijom sudjeluje u bitkama u Karpatima, kao i u ofenzivi Gorlice-Tarnow.
U ožujku 1916. Conta je sa svojom divizijom premješten na Zapadno bojište u sastav 5. armije gdje sudjeluje u Verdunskoj bitci. U kolovozu 1916. postaje zapovjednikom IV. pričuvnog korpusa kojim zapovijeda sve do kraja rata. Za uspješno zapovijedanje Conta je 15. listopada 1916. odlikovan ordenom Pour le Mérite.

S IV. pričuvnim korpusom Conta ulazi u sastav novoformirane 18. armije pod zapovjedništvom Oskara von Hutiera, te sudjeluje u Proljetnoj ofenzivi. U kolovozu 1918. promaknut je u čin generala pješaštva, te s tim činom dočekuje i kraj rata.

## Poslije rata
Nakon završetka rata Conta je organizirao povratak svoga korpusa natrag u Njemačku, nakon čega je sa 6. siječnjem 1919. godine umirovljen. Preminuo je 20. siječnja 1941. godine u 85. godini života u Frankfurtu na Odri. 

## Vanjske poveznice
(eng.) Richard von Conta na stranici Prussianmachine.com

(njem.) Richard von Conta na stranici Deutschland14-18.de  Arhivirana inačica izvorne stranice od 4. ožujka 2016. (Wayback Machine)